# Blessac
Blessac este o comună în departamentul Creuse din centrul Franței. În 2009 avea o populație de 524 de locuitori.

## Evoluția populației
| An        | 1975 | 1982 | 1990 | 1999 | 2006 | 2009 |
| --------- | ---- | ---- | ---- | ---- | ---- | ---- |
| Populație | 342  | 411  | 495  | 488  | 514  | 524  |